# Explosión de la armería El Gato
La explosión de la armería El Gato se produjo en la ciudad española de Alicante el 31 de julio de 1943 por causas desconocidas, falleciendo 17 personas y resultando heridas otras 123.

## Crónica
En el establecimiento propiedad de Alfredo Llopis, especializado en artículos de pesca y caza, se expendían cartuchos de escopeta, detonadores, dinamita y pólvora, almacenada esta última en gran cantidad por la temporada de caza de la cual, al parecer, el propietario se había excedido de su límite. La armería se encontraba localizada en el centro urbano, en la calle Rafael Altamira n.º 30 esquina con la calle Capitán Meca (actual calle María Josefa Agreda y Muñoz) en un área próxima al ayuntamiento.
La explosión mató a 17 personas en total, a personas que vivían o trabajaban cerca de la armería incluyendo al 2º jefe de la Policía Local, Miguel González Ortiz,, bien por ser funcionarios del Ayuntamiento o por tener su comercio próximo a la misma, y a viandantes. Los familiares de los fallecidos fueron indemnizados, así como los 123 heridos y los afectados en sus bienes o derechos por la Administración del Estado a través de la comisión pro damnificados creada al efecto. En total se dispuso de 257 553,88 pesetas y a destacar los donativos efectuados por particulares, así como los de entidades públicas y privadas. La partida del presupuesto para labores de desescombro fue de 26 554 pesetas y la gasolina gastada por los vehículos de la obra ascendió a 3500 pesetas (litro/2 ptas.). Gracias a una segunda suscripción alcanzó la cifra de 380 014,58 pesetas.

### Evolución urbanística del entorno
Además, la explosión provocó importantes cambios en esa zona de la ciudad:
- Directos; el edificio que albergaba la armería desapareció convirtiéndose en una masa de escombros, los colindantes, seriamente afectados, tuvieron que ser derruidos y de los aledaños: el edificio que albergaba la Audiencia Provincial de Alicante desde finales de 1885 (originalmente el 'Real Consulado del Mar y Tierra' del siglo XVIII) y la contigua hilera de edificios con soportales –entre las que estaba la Casa Bojoni de la condesa de Almodóvar o la del que fuera alcalde en los años 1910, Ramón Campos Puig- con fachada trasera a la entonces c/ Capitán Meca hubieron de ser todos demolidos.[4] Mejor suerte tuvo el edificio que tenía la armería frente a su fachada principal, la Casa Juan, que fuera hogar de la familia paterna  del insigne Jorge Juan, y su contigua, la Casa Ansaldo de Balbina Gómiz (madre de Manuel Montesinos Gómiz), que pudieron ser reconstruidas a pesar de los daños.[5][6] La explosión además afectó levemente a la fachada del Ayuntamiento y con mayor gravedad a la torre del reloj, pero también a edificios particulares dentro de un arco trazado desde la rambla de Méndez Núñez hasta el convento de la Preciosísima Sangre de Cristo pasando por la concatedral de San Nicolás de Bari.
- Indirectamente; precipitó que los técnicos municipales planteasen una reordenación de la plaza del ayuntamiento (entonces Plaza del 18 de Julio), que pasó de tener forma triangular a tenerla rectangular tras la reforma, además la desaparición de otras fincas debido precisamente al proyecto de ordenación que se llevó a cabo y el antiguo callejón de Roger.

#### Nueva Plaza
El proyecto de ordenación que ganó el concurso de ámbito nacional fue aprobado por el ayuntamiento presidido por Román Bono Marín en agosto de 1944 realizado por los arquitectos Miguel López González y Manuel Muñoz Monasterio. El único edificio de la nueva plaza que quedó fuera de ese proyecto fue la Casa Ansaldo cuya reconstrucción fue encargada por los herederos propietarios al arquitecto Juan Vidal Ramos y terminó en 1952, edificio que con la nueva ordenación pasó, de ser el número 1 de la plaza del ayuntamiento, a pertenecer a la calle Rafael Altamira con el n.º 19. La obra municipal se culminó en 1960 durante la alcaldía de Agatángelo Soler Llorca (1954-63) aunque poco después se amplió el consistorio mediante la adquisición del edificio colindante a la torre del reloj del ayuntamiento, el palacete del conde de Casa Rojas, donde se construyó un edificio de oficinas en consonancia con el estilo definido para la nueva plaza.